# Крапивин, Аристарх Иванович
Ариста́рх Ива́нович Крапи́вин (10 октября 1909, с. Щелкун, Екатеринбургский уезд, Пермская губерния — 21 сентября 1992, Москва) — советский государственный деятель, Герой Советского Союза (1945), майор (1944).

## Биография

### Довоенный период
Родился 27 сентября (10 октября) 1909 года в селе Щелкун Екатеринбургский уезд, Пермская губерния (ныне Сысертского района Свердловской области). Русский. В 1928 году окончил Свердловский учительский институт. Работал учителем, директором магазина, главным юрисконсультом комбината «Уралуголь» в Свердловске.

### Служба в армии
В армии с июля 1941 года. Был секретарём военного трибунала 63-й морской стрелковой бригады (в Архангельске). 10 марта 1942 года был контужен разрывом авиабомбы и до мая 1942 года находился в госпитале в городе Онега (Архангельская область). В 1942 году окончил курсы «Выстрел» (находившиеся в эвакуации в городе Архангельск).
C октября 1942 года — командир разведывательной роты, помощник начальника штаба по разведке и командир 1-го мотострелкового батальона 45-й механизированной бригады. Воевал на Брянском, Юго-Западном и Западном фронтах. Участвовал в Сталинградской битве, Миллерово-Ворошиловградской и Спас-Деменской операциях. 10 августа 1943 года был тяжело ранен и до октября 1943 года находился в госпитале в Москве. С января 1944 года в составе 1-го и 2-го Украинских фронтов участвовал в Корсунь-Шевченковской, Уманско-Ботошанской и Ясско-Кишинёвской операциях.
Особо отличился при освобождении Румынии. 20—31 августа 1944 года батальон под его командованием, действуя в составе передового отряда бригады, прошёл от Государственной границы СССР до Бухареста, уничтожив и пленив за это время около 1.250 солдат и офицеров противника. 22 августа 1944 года батальон отличился при взятии города Васлуй, а 31 августа 1944 года — при освобождении города Бухарест. 7 сентября 1944 года А. И. Крапивин был тяжело ранен и направлен в госпиталь в Свердловске.
За мужество и героизм, проявленные в боях, Указом Президиума Верховного Совета СССР от 24 марта 1945 года майору Крапивину Аристарху Ивановичу присвоено звание Героя Советского Союза с вручением ордена Ленина и медали «Золотая Звезда».
С января 1945 года служил инструктором в штабе Уральского военного округа. С июля 1945 года майор А. И. Крапивин — в запасе.

### Послевоенный период
В 1947 году окончил Свердловский юридический институт. Работал адвокатом в Свердловске. В марте-июне 1949 года был членом, а в 1949—1955 годах — председателем Красноярского краевого суда. В апреле 1955 — июле 1959 — председатель исполкома областного совета Хакасской автономной области, затем — заместитель председателя исполкома Красноярского краевого Совета депутатов.
Жил в Москве. Умер 21 сентября 1992 года. Похоронен на Востряковском кладбище в Москве.

## Общественная деятельность
Депутат Верховного Совета РСФСР 4-5-го созывов (в 1955—1963 годах).

## Награды
- Герой Советского Союза (24.03.1945);
- 2 орденами Ленина (24.03.1945; 11.01.1957);
- орден Красного Знамени (1.03.1944);
- Орден Александра Невского (20.04.1944);
- орден Отечественной войны 1-й степени (11.03.1985);
- орден Красной Звезды (1.02.1943);
- медали.